# DOTLAN
DOTLAN Intranet ist ein Content-Management-System der deutschen Firma Dotlan Webservices zur Planung und Ausrichtung von LAN-Partys. Daniel Hoffend begann im Jahr 2000 die zunächst nicht-kommerzielle Entwicklung der Software für die Veranstaltung „fettnet“. Seit 2005 vermarktet er das System mit seinem dazu gegründeten Unternehmen kommerziell.

## Funktionen
DOTLAN Intranet bietet ein eigenständiges Content-Management-System, das diverse Funktionen zur Organisation von LAN-Partys im Vorfeld und währenddessen bietet. So können unter anderem Anmeldungen verwaltet, Sitzpläne erstellt und ein eingebautes Forum betrieben werden, in dem sich die Teilnehmer austauschen können. Auch ein System zur Verwaltung und Auswertung der Spielergebnisse in verschiedenen Tuernierformen ist enthalten. Während der Veranstaltung kann das System ohne Anbindung an das Internet betrieben werden, ermöglicht jedoch auch die Verwaltung einer öffentlichen Website. Das System ist modular aufgebaut, sodass nur benötigte Teilsysteme verwendet werden können.

## Technik
Da es als Backend auf die Skriptsprache PHP und eine MySQL-Datenbank setzt, wird ein eingerichteter Webserver mit Datenbankanbindung vorausgesetzt. Im Frontend kommen die Webstandards HTML und CSS zum Einsatz.

## Veranstaltungen (Auswahl)
Veranstaltungen die DOTLAN Intranet einsetzen oder eingesetzt haben:
- DoT-LAN – zufällige Namensgleichheit – (Ried im Innkreis, seit Januar 2004, 800 Teilnehmer)[3]
- Veranstaltungen von Ghosttown e.V.[4]
- Veranstaltungen von LANparty.SH e.V.i.G[5]
- Veranstaltungen von SaarLAN e.V.[6]
- WCG 2005 Euro Championship (CeBIT Hannover, März 2005)[3]
- The Zenith (Göttingen, September 2004, 1800 Teilnehmer)[3]